# الانتخابات العامة في جمهورية الكونغو الديمقراطية 2011
الانتخابات العامة في جمهورية الكونغو الديمقراطية 2011 هي الانتخابات العامة في جمهورية الكونغو الديمقراطية التي جرت في 28 نوفمبر 2011، لانتخاب رئيس جمهورية الكونغو الديمقراطية، فاز بالانتخابات جوزيف كابيلا.